# فرزنو (تگزاس)
فرزنو (به انگلیسی: Fresno) یک منطقهٔ مسکونی در ایالات متحده آمریکا است که در شهرستان فورت بند، تگزاس واقع شده‌است. فرزنو ۲۴٫۱ کیلومتر مربع مساحت و ۱۹٬۰۶۹ نفر جمعیت دارد و ۲۲ متر بالاتر از سطح دریا واقع شده‌است.